# Ockrastrupig klippsvala
Ockrastrupig klippsvala (Ptyonoprogne rufigula) är en fågelart i familjen svalor inom ordningen tättingar.

## Utbredning och systematik
Fågeln förekommer i Väst-, Öst- samt Centralafrika och delas in i tre underarter med följande utbredning:
- P. r. pusilla – södra Mali till norra Etiopien och Eritrea
- P. r. bansoensis – Sierra Leone till Nigeria och Kamerun
- P. r. rufigula – norra Nigeria och Tchad till centrala Etiopien och vidare söderut till Zimbabwe och norra Moçambique

Den kategoriserades tidigare som en del av afrikansk klippsvala (Ptyonoprogne fuligula), men urskiljs sedan 2016 som egen art av Birdlife International och IUCN, sedan 2024 även av IOC.

## Status
Arten har ett stort utbredningsområde och beståndet anses vara stabilt. Internationella naturvårdsunionen IUCN listar den därför som livskraftig (LC).